# Ржев-Балтийский
Ржев-Балтийский (неофициально также Ржев-II) — узловая железнодорожная станция Октябрьской железной дороги (Московский регион) в городе Ржев на линии Москва — Рига. Входит в Московский центр организации работы железнодорожных станций ДЦС-1 Октябрьской дирекции управления движением. По объёму работы отнесена к 1 классу. Основная деятельность станции — организация бесперебойной перевозки пассажиров и транспортировки грузов (преимущественно пищевых продуктов и горючего топлива) в направлении «Балтика». Начальником станции и руководителем узла Ржев является Денисов Константин Васильевич

## История

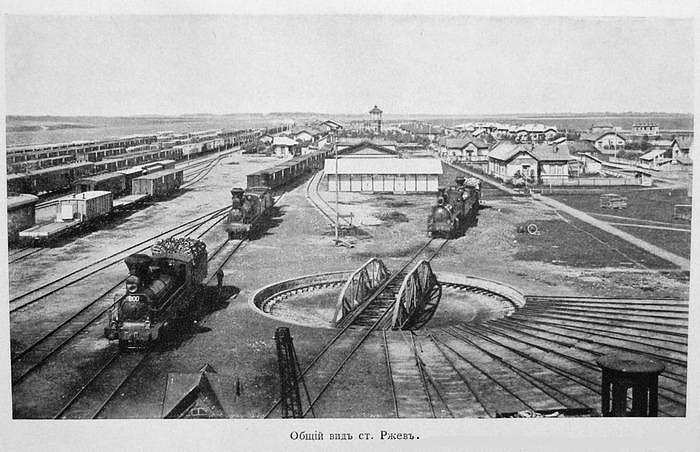
Вид станции в начале XX века

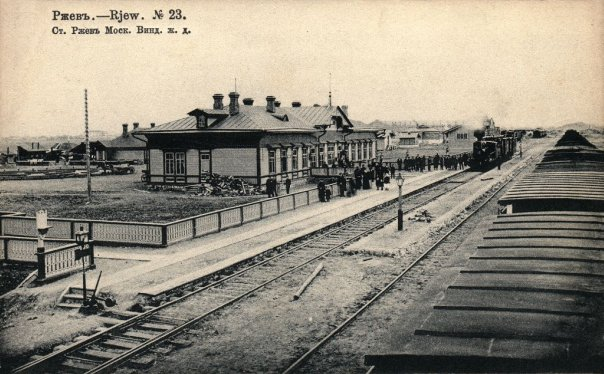
Довоенное здание вокзала

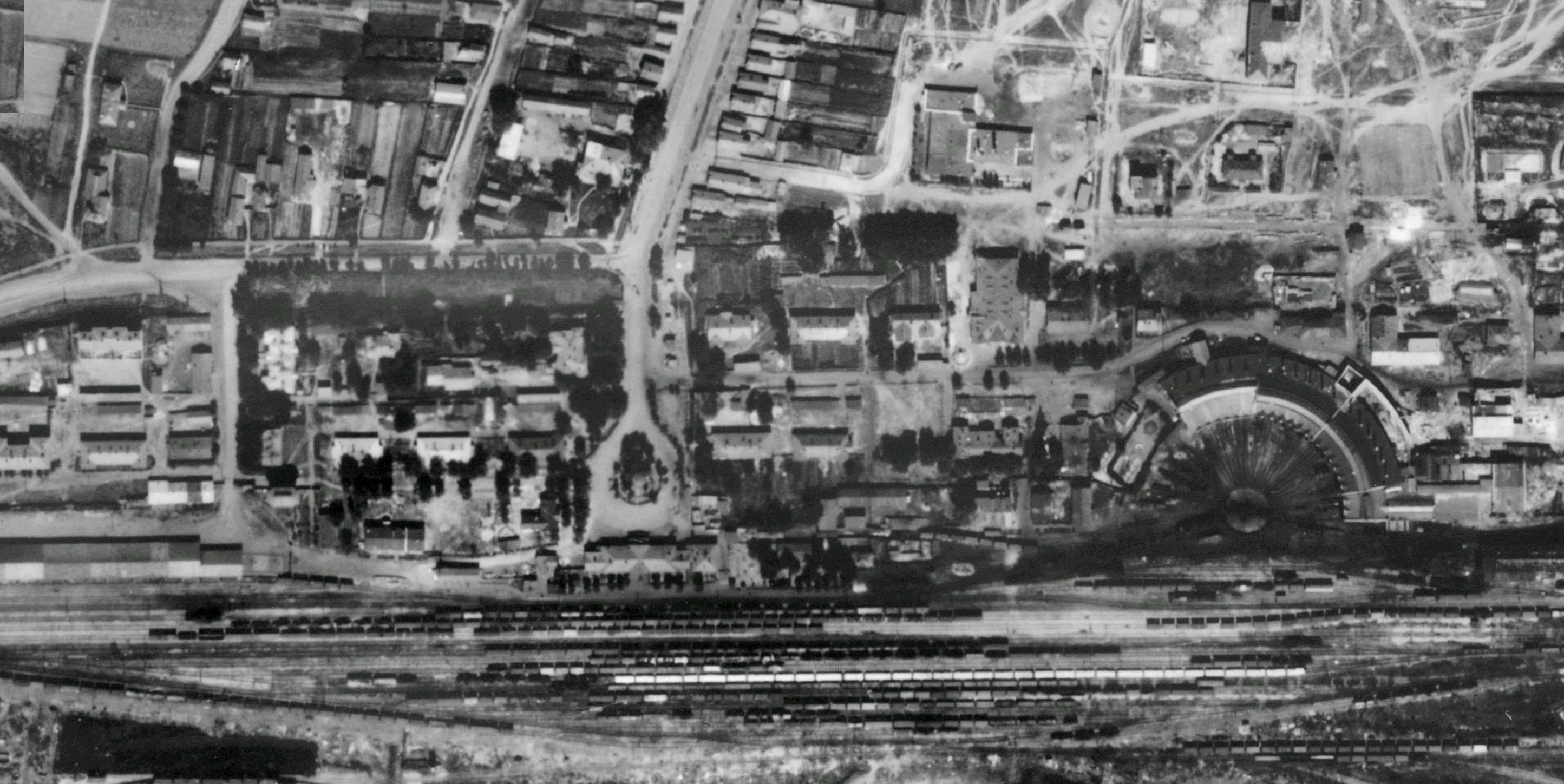
Станция на аэрофотоснимках сделанных Люфтваффе в 1941 году, накануне войны

### Строительство
Станция возникла при строительстве Московско-Виндавской железной дороги. Изначально с целью экономии времени и средств линию планировалось провести в 15 км от южной границы города с пересечением с Ржево-Вяземской железной дорогой в районе разъезда Рождествено. С просьбой приблизить дорогу к городу выступили ржевское городское управление и местное земство, опасавшиеся ухода торговли из города. «Общество Московско-Виндаво-Рыбинской железной дороги» согласилось изменить маршрут, дополнительно построив соединительную линию между новой станцией и дорогой на Вязьму.
Линия из Себежа пришла во Ржев в декабре 1900 года, в январе была продлена до Волоколамска. Первый поезд из Москвы прибыл во Ржев летом 1901 года, в дальнейшем сообщение стало осуществляться три раза в неделю.

### Вокзал

Проект здания вокзала (1946 г.)

Вид на Привокзальную площадь и вокзал (1960-е годы)

Первое здание вокзала было отстроено в 1902 году, и приурочено к открытию Московско-Виндавской железной дороги. Одноэтажное здание было деревянным и располагалось в конце Виндавского шоссе (ныне Московское шоссе). Вокзал был достаточно вместительным и имел буфет и зал ожиданий для пассажиров I, II, и III классов. В 1941 году, в ходе Великой Отечественной войны, в результате жесточайших обстрелов и бомбёжек, здание вокзала было уничтожено, как и большинство зданий, прилегающих к железной дороге.
После войны было подготовлено множество проектов восстановления ржевских зданий, в том числе, в июльском номере (№ 29) журнала «Огонёк» за 1946 год был опубликован проект вокзала станции Ржев-II, разработанный Центральной архитектурной мастерской Союзтранспорта МПС СССР (автор — архитектор Н. Д. Панченко). В подписи под цветным рисунком говорилось, что вместо деревянного вокзала, уничтоженного немецкими оккупантами, будет сооружён каменный. Во внутренней отделке здания было решено применять разноцветный мрамор и ценные породы дерева. Плафоны и фризы помещений вокзала планировалось оформить лепными украшениями и росписью, отображающей героику Великой Отечественной войны.
Вокзал Ржев-II был отстроен заново в начале 1952 года, однако ввиду экономии средств его бюджет был поурезан. Планы и проекты грандиозного сооружения остались лишь на бумаге.

### Посещение станции известными людьми
- 28 августа 1920 года во время проведения на вокзале первой после Октябрьской революции Всероссийской переписи населения станцию проезжал В. И. Ленин, направлявшийся вместе со своим братом Дмитрием на поезде из Москвы на охоту в Бельские леса. Во время остановки поезда Ленин и прошёл перепись. В институте марксизма-ленинизма до последнего времени хранился личный листок Ленина, статистическая карточка № 477, заполненная во втором вагоне поезда № 3. В честь этого события на здании вокзала открыта мемориальная доска.
- В 1937 году в клубе станции с докладом о советской литературе выступал писатель А. Фадеев.

## Расположение и инфраструктура
Станция расположена на южной окраине города, в 3 км от центра, в 236.5 км от Москвы-Рижской (Рижского вокзала). Вокзал и платформы расположены в западной части станции, с восточной стороны осуществляется грузовая работа. Там же находится локомотивное депо с поворотным кругом ТЧЭ-32 Ржев (до 2002 года — ТЧ-32, в 2002—2010 годах — оборотное от ТЧ-31 Великие Луки). Путевое развитие станции включает в себя не менее 18 путей. В обеих горловинах имеются железнодорожные переезды.
Вокзал имеет выход на Привокзальную площадь, улицу Мира и Привокзальную улицу, причем улица Мира упирается в площадь и акцентирована строго на центральную ось вокзала, благодаря чему здание видно с любой её точки, Привокзальная улица идёт параллельно путям. На площади у вокзала имеются парковка, остановка городского транспорта, а также городская автостанция, с которой осуществляются междугородние рейсы.
Станция имеет высокую боковую и низкую островную платформы. В месте расположения вокзала общее число путей увеличивается, из-за чего платформы на станции имеют изогнутую форму. На высокой платформе рядом с вокзалом располагаются почтовое отделение и телефонный узел.
В здании вокзала Ржев располагаются билетные кассы дальнего и пригородного сообщения, помещение дежурного по вокзалу, кафе, зал ожидания, туалеты, банкомат, комнаты отдыха и узел связи. На привокзальной площади имеется стоянка такси. В здании вокзала также расположен линейный отдел милиции.

## Деятельность

### Движение поездов
Основное движение поездов осуществляется в направлении на Прибалтику. На станции останавливаются все пассажирские поезда, следующие из Москвы в Великие Луки, Себеж, Псков для смены направления движения, так как с 1 мая 2021 года они следуют с Белорусского вокзала через Вязьму. Фирменный поезд «Latvijas Ekspresis» сообщением Москва-Рига был отменён в 2020 году, в связи с пандемией COVID-19 на неопределённое время. Также на 1793 метре в сторону Великих Лук происходит перекрещение с железнодорожной магистралью Лихославль — Вязьма c близлежащими станциями Мелихово и Ржев-Белорусский в черте города, единственный поезд дальнего следования на этой линии (Санкт-Петербург — Смоленск) специально заезжает на станцию Ржев-Балт., меняя на ней направление движения. Для пригородных поездов, отправляющихся из Ржева в любых направлениях, станция Ржев-Балт. является конечной.
| № поезда | Маршрут движения           | № поезда | Маршрут движения           |
| -------- | -------------------------- | -------- | -------------------------- |
| 61       | Москва — Великие Луки      | 62       | Великие Луки — Москва      |
| 63       | Москва — Псков             | 64       | Псков — Москва             |
| 87       | Санкт-Петербург — Смоленск | 88       | Смоленск — Санкт-Петербург |

### Коммерческие операции
По данным ОАО «РЖД», на станции осуществляется продажа пассажирских билетов на поезда местного и дальнего следования, прием и выдача багажа, а также приём и выдача повагонных и мелких отправок грузов.

## Фотогалерея

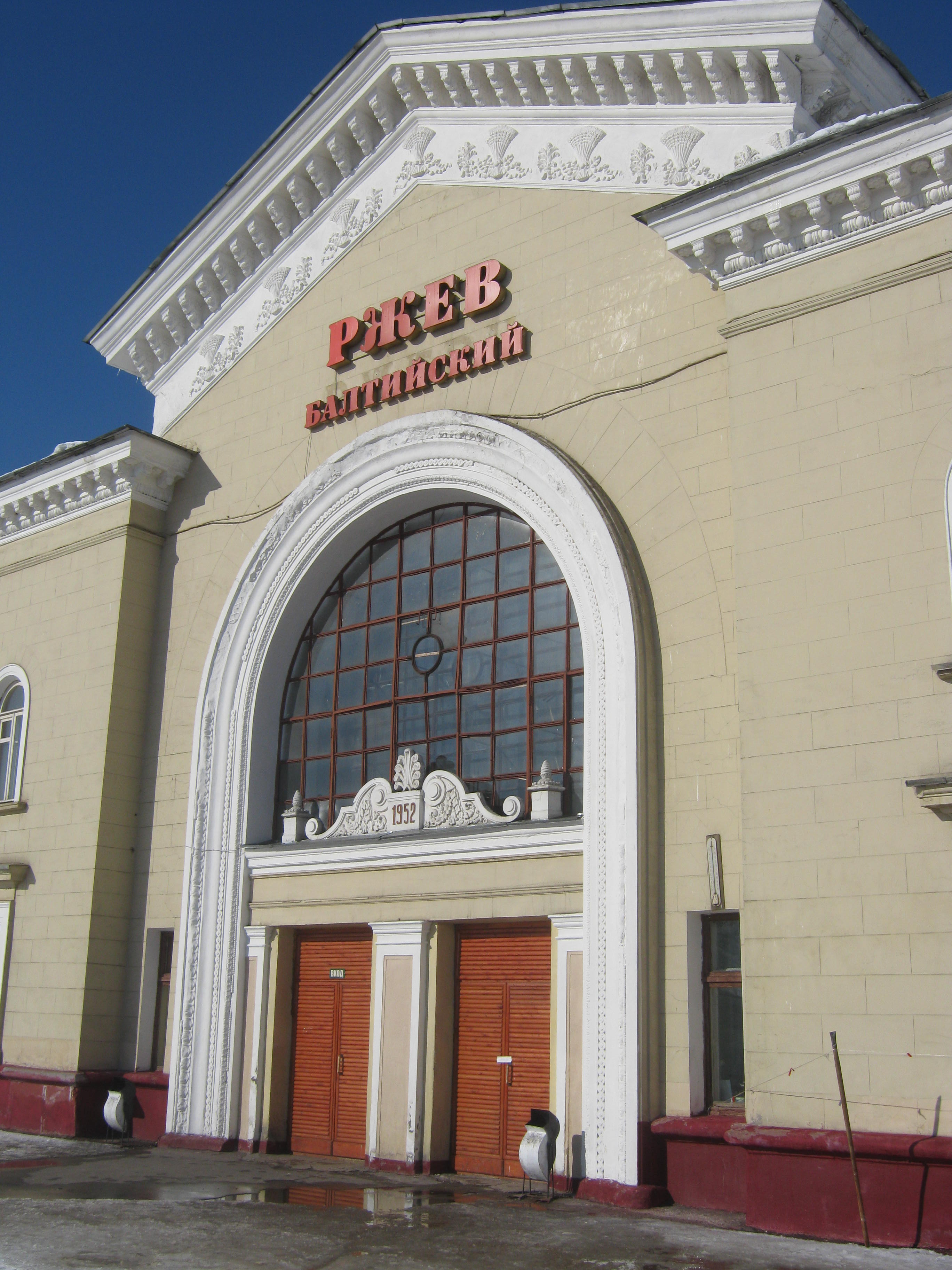
Центральный фасад вокзала
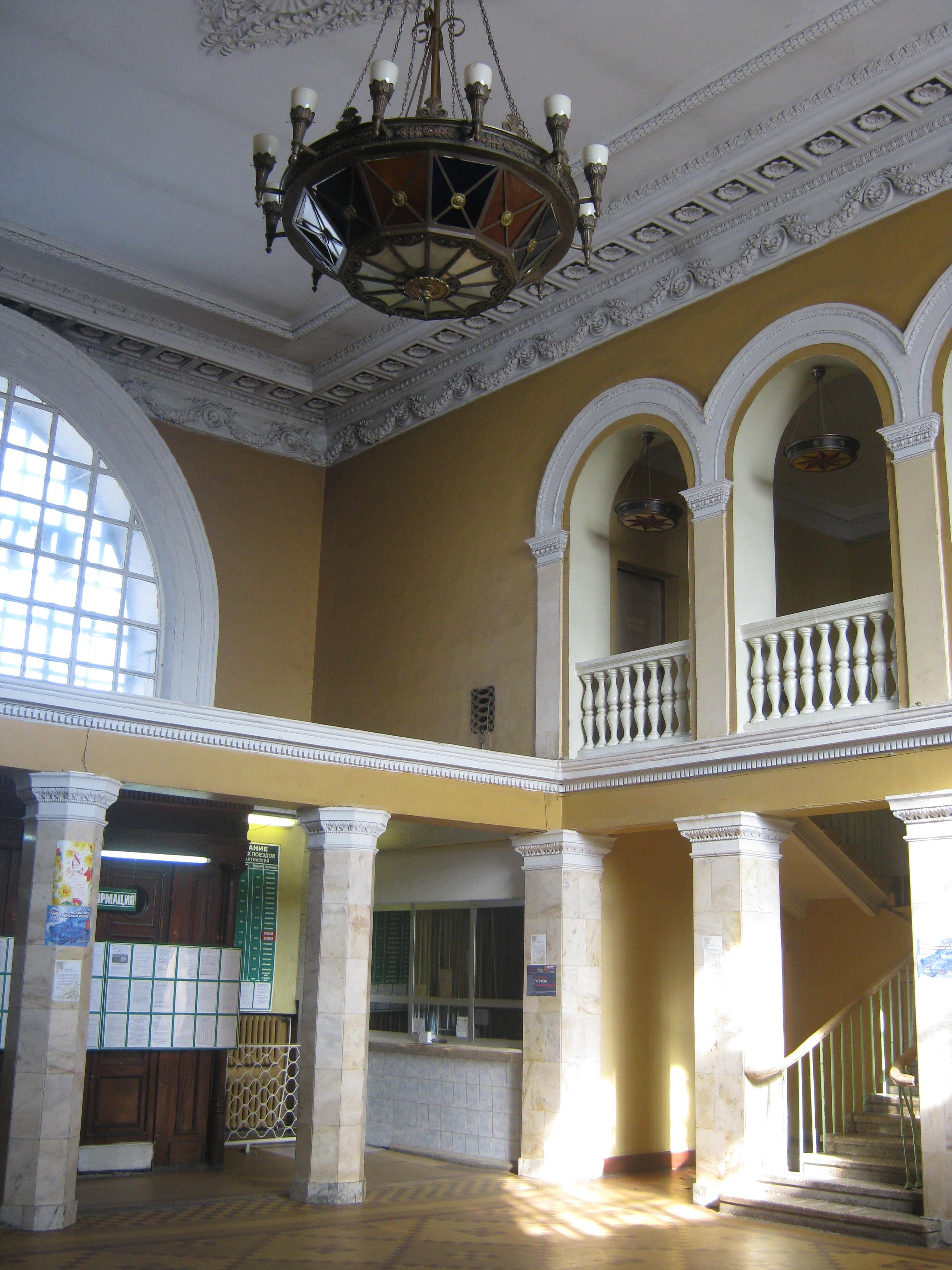
Интерьер вокзала
Мемориальная доска на здании вокзала
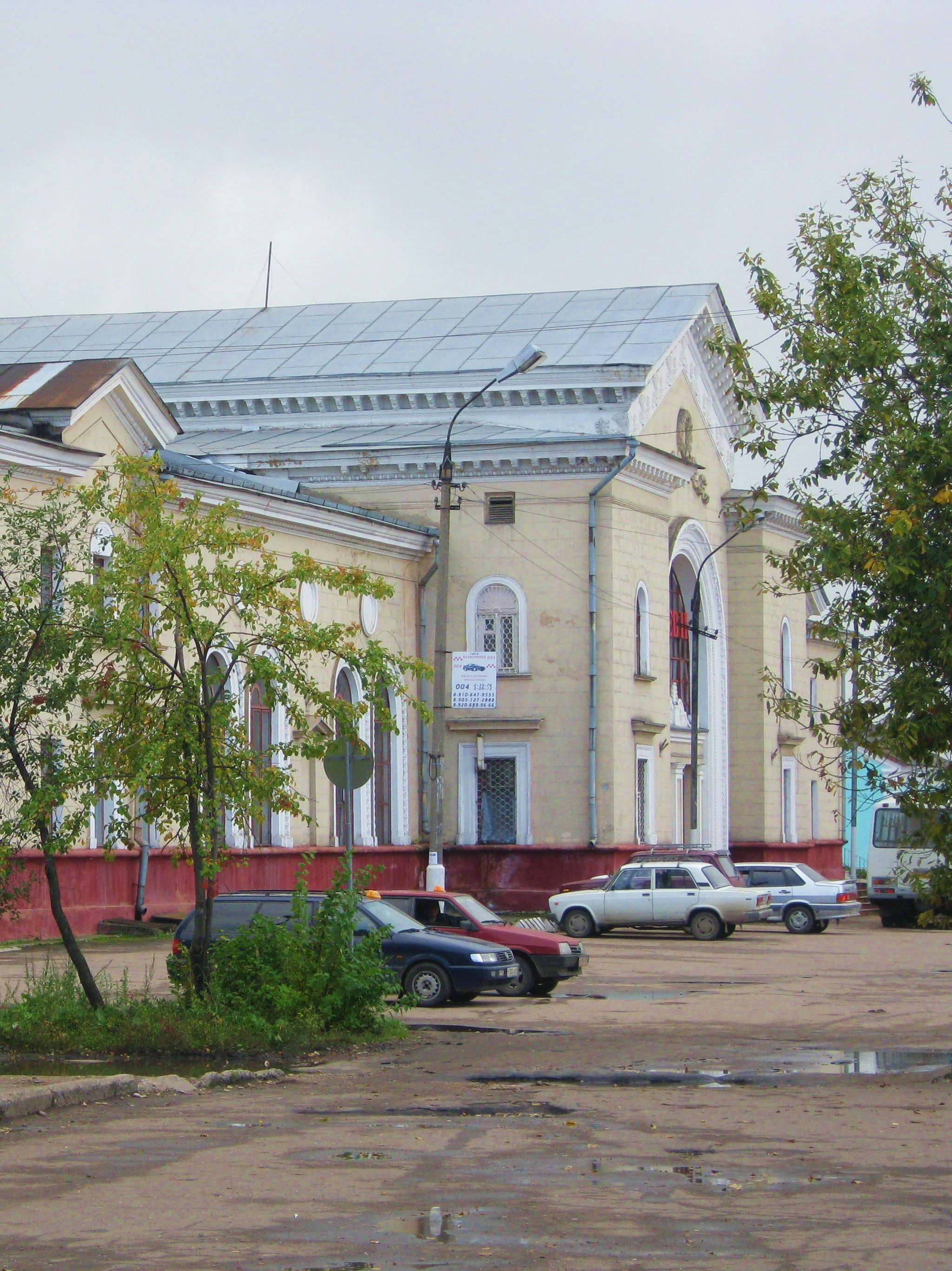
Вид на вокзал сбоку
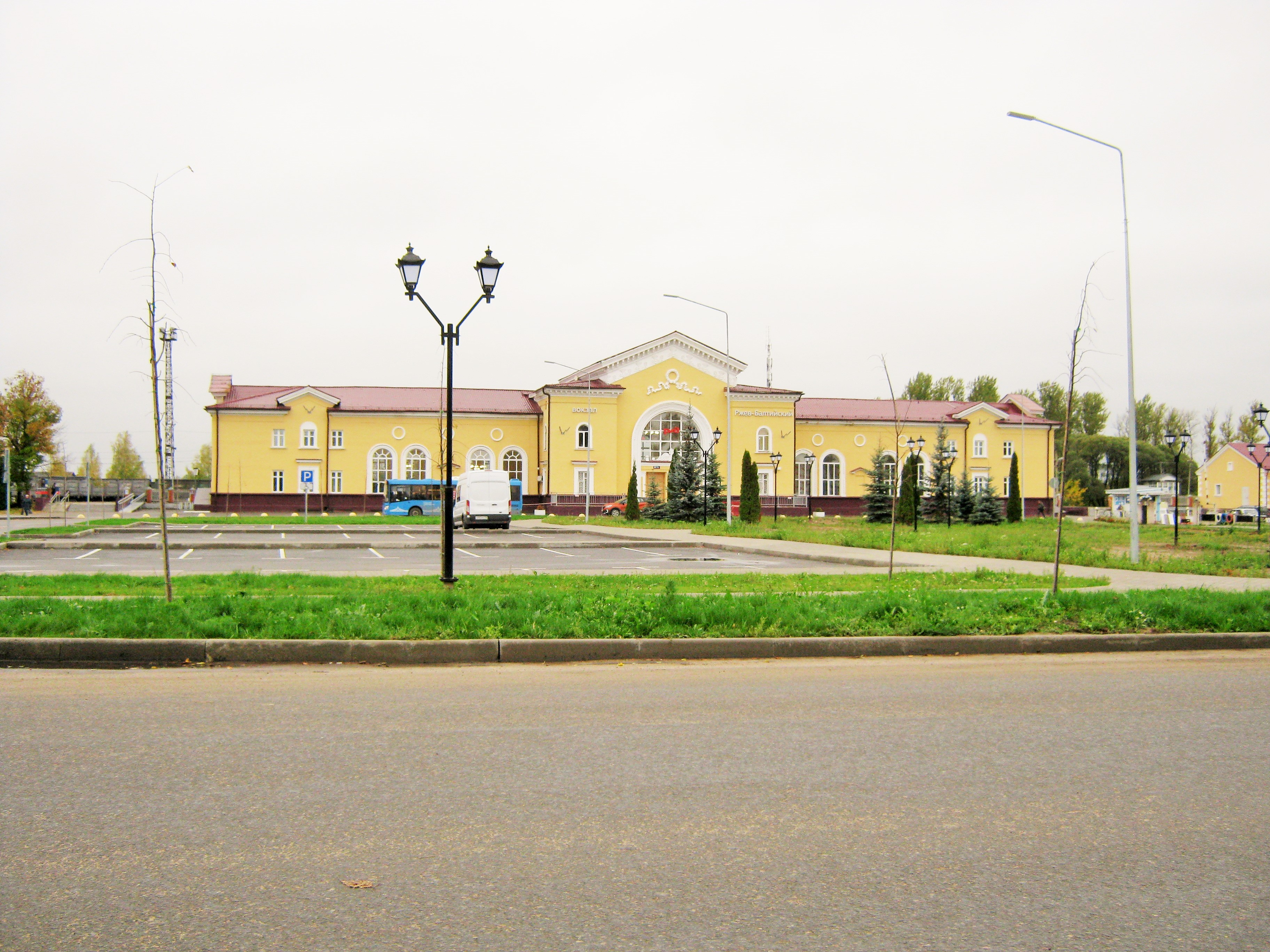
Привокзальная площадь (2022 год)
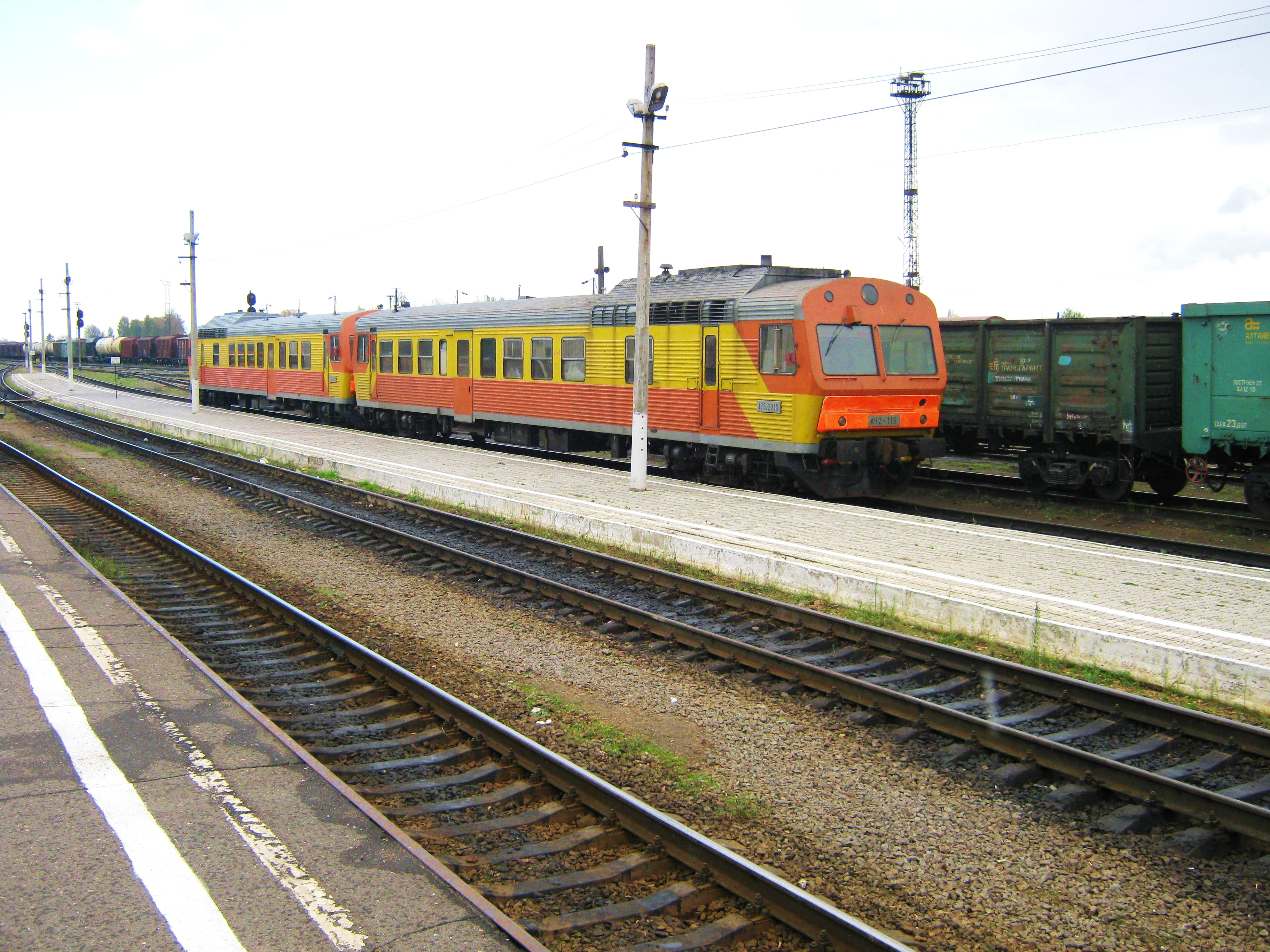
Автомотриса АЧ2 на станции
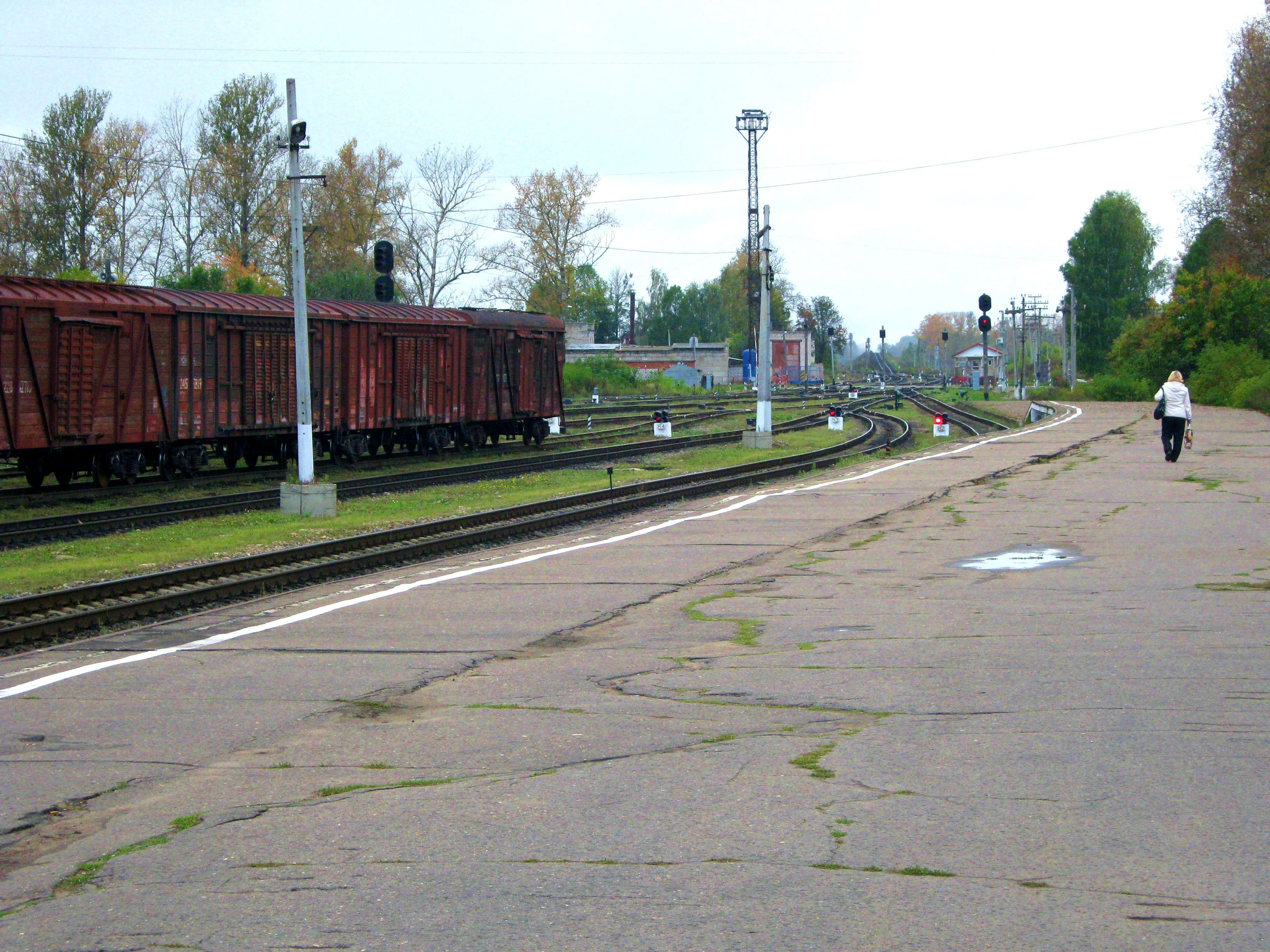
Привокзальный перрон